# Celmisia bonplandii
Celmisia bonplandii là một loài thực vật có hoa trong họ Cúc. Loài này được (Buchanan) Allan mô tả khoa học đầu tiên năm 1961.